# 絶滅のおそれのある野生動植物の種の国際取引に関する条約
絶滅のおそれのある野生動植物の種の国際取引に関する条約（ぜつめつのおそれのあるやせいどうしょくぶつのしゅのこくさいとりひきにかんするじょうやく、英: Convention on International Trade in Endangered Species of Wild Fauna and Flora）は、希少な野生動植物の国際的な取引を規制する条約である。
条約が採択された都市の名称をとって、ワシントン条約（英: Washington Convention）、または英文表記の頭文字をとってCITES（サイテス）とも呼ばれる。法令番号は昭和55年条約第25号。

## 概要
野生動植物の国際取引が乱獲を招き、種の存続が脅かされることがないよう、取引の規制を図る条約である。輸出国と輸入国が協力し、絶滅が危ぶまれる野生動植物の国際的な取引を規制することにより、これらの動植物の保護を図る（国内での移動に関して、制限は設けていない）。絶滅のおそれのある動植物の野生種を、希少性に応じて3ランクに分類、これらを条約の附属書I、IIおよびIIIに分けてリストアップし、合計約30,000種の動物を取引制限の対象としている。
絶滅の恐れのある野生動植物は、英語の呼称で「レッドデータアニマルズ」と呼ばれることもあるが、ワシントン条約の附属書リストに登録されている生物種は、国際団体や原産国によって、いわゆる「レッドデータブック」に登録されている種と必ずしも一致するわけではない。
これは、この条約自体はレッドリスト作成・公表している国際自然保護連合 (IUCN) とは直接的な関係がなく、あくまでも経済活動としての国際取引によって、種の存続が脅かされる生物の種の保全を目的とするものであるためであり、種の絶滅が危惧される生物のうち、経済生物として国際取引される生物が選ばれているためである。
そのため、いかに絶滅が危惧されていようとも、経済的な国際取引の対象となり得ない生物はこの条約の対象とはならない。また、条約により国際取引が規制されるのは動植物種の生体だけではなく、死体や剥製、毛皮・骨・牙・角・葉・根など生体の一部、およびそれらの製品も対象となる。

## 経緯
1972年の国連人間環境会議において、「特定の種の野生動植物の輸出、輸入及び輸送に関する条約案を作成し、採択するために、適当な政府又は政府組織の主催による会議を出来るだけ速やかに招集すること」が勧告された。これを受けて、アメリカ合衆国連邦政府および国際自然保護連合 (IUCN) が中心となって野生動植物の国際取引の規制のための条約作成作業を進めた。
1973年3月3日にアメリカ合衆国のワシントンD.C.で採択、締結国が10カ国になった1975年7月1日に発効。2025年6月現在、締約国は185の国と地域。日本は1980年11月4日に締約国となった。

## 附属書

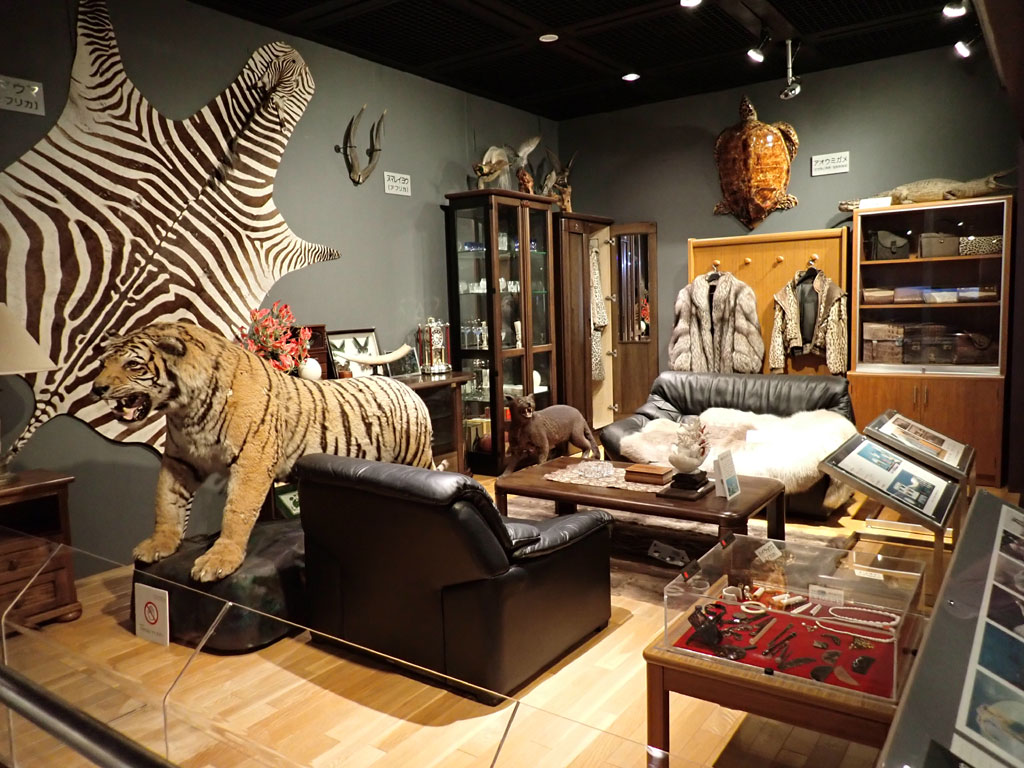
ワシントン条約で取引が規制された生物の毛皮や剥製の展示（兵庫県立人と自然の博物館）

附属書I
絶滅のおそれのある種で取引により影響を受ける種が掲げられる。そのため附属書Iに掲げられた種は商業目的の国際取引が制限される。輸出入する場合は、各国の政府機関（日本の場合は経済産業省）の輸出許可書・輸入許可書が必要である。主に学術研究目的（主として動物園や大学などでの展示、研究、繁殖）やそれらの材料を使った加工済みの製品（附属書Iに掲載された木材を使用した楽器や家具など）の商業取引に関して輸出入許可書が交付される。約1,050種。
附属書II
絶滅のおそれのある種ではないが、その種やその種由来の材料が違法な手段で捕獲や採取、取引が行われるのを規制するために掲げられる。そのため附属書IIに掲げられた種の商取引の際には、輸出国の輸出許可書（その取引物が違法に入手されたものではなく、その個体が適法に捕獲・伐採されたものであることを認めるもの）が必要となる。これらを使用した加工品などは申請不要であったが、2016年改正（2017年1月2日発効）において、規制となる動植物そのものだけでなく、それらを加工等して一部でも使用していれば対象となること、対象の種が一部でも含まれていれば、新品中古に関わらず輸出入の際に手続きが必要なこと、製品の状態で輸入したものを再度海外へ輸出する場合も規制対象となり、輸出入の際に手続きが必要なことも明記された。約34,600種。
附属書III
世界的には絶滅のおそれが少ないが、その地域内で絶滅のおそれがある種が掲げられる。主に商業目的のための国際取引の制限の協力を求めるものである。附属書IIIに掲げられた場合、輸出国の輸出許可書または原産地証明書（附属書IIIの協力を求めた国以外である証明）等が必要である。約220種。

## 罰則
条約により規定される生物の国際取引規制を担保するため、各加盟国が独自に条約運用のための法整備を行っている。日本では外国為替及び外国貿易法がこれにあたる。アメリカ合衆国では、輸入許可書や産地証明書を取得せずに輸入した場合、アメリカ合衆国司法省から罰金が課される。
なお条約違反行為に関しては、後述の締約国会議の下に常設委員会が設けられており、同委員会は締約国会合において採択された諸決議に即し、条約違反国に対する貿易制裁を締約国政府に勧告する権限を有している。同委員会の貿易制裁勧告措置が行われた場合、条約違反とされた大多数の国家は、同委員会勧告を受けて是正措置を講じており、環境条約の履行問題に対する、ひとつの解決策を提示しているものと主張されている。

## 締約国会議
第11条により、締約国会議は2年に1回開催されることになっているが、実際には3年の間があいたことも何度かある。1992年の第8回締約国会議は日本で行われた。
2010年3月13日から25日にかけてカタールで開催された第15回締約国会議におけるタイセイヨウクロマグロの禁輸案の否決は、日本で大きく報じられた。
2019年5月23日からスリランカで開催される条約締約国会議に向け、ワシントン条約で規制される象牙を巡り、取り組みが不十分だとして、日本と欧州連合（EU）を名指しした上で、全ての国で国内取引の原則禁止を求める議案がアフリカ諸国8カ国及びシリアから共同提出されたが、提案国以外のEU、チリ、米国、日本、南部アフリカ諸国、カンボジア等の多数の国から決議案に反対する意見が相次ぎ、全会一致で否決された。一方で、アフリカゾウの生息が増加している南部アフリカ諸国からは象牙の取引再開を求める議案が提出されたが、これは投票で反対国多数により否決された。

### 開催年と開催国の一覧
| 第1回 | 1976年 | スイス       | 第8回  | 1992年 | 日本           | 第15回 | 2010年 | カタール         |
| 第2回 | 1979年 | コスタリカ   | 第9回  | 1994年 | アメリカ合衆国 | 第16回 | 2013年 | タイ             |
| 第3回 | 1981年 | インド       | 第10回 | 1997年 | ジンバブエ     | 第17回 | 2016年 | 南アフリカ共和国 |
| 第4回 | 1983年 | ボツワナ     | 第11回 | 2000年 | ケニア         | 第18回 | 2019年 | スイス           |
| 第5回 | 1985年 | アルゼンチン | 第12回 | 2002年 | チリ           |        |        |                  |
| 第6回 | 1987年 | カナダ       | 第13回 | 2004年 | タイ           |        |        |                  |
| 第7回 | 1989年 | スイス       | 第14回 | 2007年 | オランダ       |        |        |                  |